# Adäquat
Adäquat (lateinisch adaequare, gleichmachen) bedeutet im allgemeinen Sinne „angemessen“, „sich deckend“, „passend“, „übereinstimmend“.
Das Gegenteil des Begriffs ist „inadäquat“ (nicht deckend, unpassend).
- Insbesondere in der Wahrheitstheorie ist „adäquat“ ein bedeutsamer Begriff. So übernahm Thomas von Aquin ihn von dem jüdischen Neuplatoniker Isaak Ben Salomon Israeli, auch Israeli der Ältere genannt, dessen Definition der Wahrheit adaequatio intellectus et rei (Übereinstimmung zwischen Intellekt und Sache) war.
- In der spinozistischen Philosophie heißt „adäquat“ als alleinige Erklärung ausreichend, monokausal.

„Unter adäquater Ursache verstehe ich eine Ursache, deren Wirkung allein aus dieser (einen) Ursache erklärt werden kann. Inadäquate Ursache bzw. partiale Ursache hingegen nenne ich eine Ursache, deren Wirkung nicht allein aus dieser Ursache erklärt werden kann.“ (Spinoza Ethica, 3. Teil, Definitionen)
Als adäquate Idee bezeichnet Spinoza eine Idee, die ohne eine Beziehung zu einem Objekt gedacht werden kann.
- Bei Edmund Husserl findet sich der Begriff adäquat in der Unterscheidung von adäquater und apodiktischer Evidenz wieder.
- Innerhalb der modernen Logik wird ein formales System adäquat genannt, wenn es sowohl vollständig als auch korrekt ist.
- In der Wissenschaftstheorie ist die Adäquatheit eine Forderung an die Explikation von Begriffen.